# Cap Medorm
Le cap Medorm est un cap situé au sud-ouest de l'île d'Angaur dans l'État du même nom aux Palaos. Il en constitue le point le plus à l'ouest.

## Toponymie
Le nom local du cap est Bkul a Medorm.

## Géologie
Le littoral du cap est composé de sable calcaire, de pierres coralliennes et d'un mélange de roches des plages actuelles et anciennes.

## Sources